# Argentine (quartier de Téhéran)
Pour les articles homonymes, voir Argentine.
Argentine est un quartier au nord de Téhéran, capitale de l’Iran.